# Don Pedro, Chiapas
Don Pedro är en ort i Mexiko.   Den ligger i kommunen Sitalá och delstaten Chiapas, i den sydöstra delen av landet, 800 km öster om huvudstaden Mexico City. Don Pedro ligger 1 127 meter över havet och antalet invånare är 317.
Terrängen runt Don Pedro är huvudsakligen kuperad, men åt sydväst är den bergig. Terrängen runt Don Pedro sluttar västerut. Runt Don Pedro är det glesbefolkat, med 16 invånare per kvadratkilometer. Närmaste större samhälle är Yajalón, 17,4 km norr om Don Pedro. I omgivningarna runt Don Pedro växer i huvudsak städsegrön lövskog.